# 顺化瑶族乡
顺化瑶族乡是中华人民共和国贵州省黔东南苗族侗族自治州黎平县下辖的一个民族乡。

## 行政区划
顺化瑶族乡下辖以下村级行政区划单位：
顺洞村、高泽村、已贡村和高孖村。